# Fast & Furious Presents: Hobbs & Shaw
Fast & Furious Presents: Hobbs & Shaw (titulada: Fast & Furious: Hobbs & Shaw en España y Rápidos y furiosos: Hobbs & Shaw en Hispanoamérica) es una película estadounidense de acción y aventura de 2019 dirigida por David Leitch y escrita por Chris Morgan. Se trata de un derivado de The Fast and the Furious, con los personajes Luke Hobbs (Dwayne Johnson) y Deckard Shaw (Jason Statham) enfrentando a un terrorista conocido como Brixton Lore (Idris Elba), contando además con la ayuda de la hermana de Deckard, Hattie Shaw, interpretada por Vanessa Kirby. La película fue estrenada el 2 de agosto de 2019 por Universal Pictures.
La estrella y productor de la serie, Vin Diesel, dijo por primera vez en 2015 que los posibles spin-offs estaban en desarrollo temprano, y Hobbs & Shaw se anunció oficialmente en octubre de 2017. Leitch firmó para dirigir en abril de 2018, y Kirby y Elba se unieron al elenco en julio del mismo año. La filmación comenzó en septiembre y duró hasta enero de 2019, principalmente en Londres y Glasgow.
Hobbs & Shaw tuvo su estreno oficial en el Dolby Theatre de Hollywood el 13 de julio de 2019 y luego se estrenó en los Estados Unidos el 2 de agosto de 2019. La película recaudó más de 760 millones de dólares en todo el mundo, convirtiéndose en la octava cinta más taquillera de 2019. La película recibió elogios por las actuaciones de Jason Statham y Kirby, así como por su estilo visual y su delicada coreografía de acción, aunque el tiempo de ejecución, la trama complicada y algunos cameos forzados de celebridades fueron criticados.

## Argumento
En Londres, la agente del MI6 Hattie Shaw y su equipo intentan recuperar un supervirus programable apodado "Copo de Nieve" de la organización tecnoterrorista Eteon. Brixton Lore es un exagente del MI6 convertido en agente de Eteon con implantes cibernéticos que le permiten realizar proezas sobrehumanas. Llega y mata a todos los agentes excepto a Hattie, que se inyecta la única dosis de Copo de Nieve antes de escapar. Brixton incrimina a Hattie por matar a su equipo y robar al Copo de Nieve, obligándola a huir.
El exagente de la DSS Luke Hobbs y el exagente del MI6 Deckard Shaw son informados de la desaparición del virus y, a regañadientes, trabajan juntos para localizarlo. Tras una breve reunión en un lugar secreto de la CIA en el edificio Leadenhall, Deckard se dirige al apartamento de Hattie en busca de información, pero es atacado por agentes de Eteon.
Mientras tanto, Hobbs consigue encontrar a Hattie; tras una breve refriega, la lleva a las oficinas de la CIA. Al llegar Deckard le informa de que en realidad es su hermana. La oficina es atacada y Hattie es secuestrada por Brixton, a quien Deckard reconoce como un antiguo colega convertido en enemigo al que cree asesinado por él. Hobbs y Deckard persiguen y rescatan a Hattie y, durante una persecución en coche, evaden a Brixton, que choca contra un autobús de dos pisos. Sin embargo, Brixton incrimina a los tres como traidores gracias al control que Eteon ejerce sobre los medios de comunicación mundiales.
Los tres localizan al creador del Copo de Nieve, el profesor Andreiko, donde se enteran de que lo ideó para suministrar vacunas de forma eficiente, y para evitar que Eteon lo utilice para erradicar a la humanidad, Hattie, mientras el virus aún está latente, debe ser incinerada o hacer que le extraigan el virus con un dispositivo de extracción especializado, que se encuentra en las instalaciones especiales de Eteon en Chernóbil, Ucrania.
Aunque Hobbs es detenido brevemente debido a que Deckard se hace pasar por su falso alias "Mike Oxmaul", los tres consiguen viajar a Moscú. Tras reunirse con Margarita, antiguo amor de Deckard, para rearmarse en Moscú, los tres se infiltran en la instalación. Recuperan el dispositivo antes de escapar en un camión durante la destrucción de la instalación, aunque Andreiko muere y el dispositivo resulta dañado.
Hobbs lleva a Deckard y Hattie a Samoa, la casa de su infancia, para visitar a su hermano Jonah, un mecánico con talento, para reparar el dispositivo y pasar desapercibido antes de enfrentarse de nuevo a las fuerzas de Brixton. Hobbs tiene un tenso reencuentro con su familia, ya que antes entregó a su padre a las autoridades, pero su madre convence a Jonah para que le ayude.
El batallón improvisado se prepara para la llegada de Eteon, inutilizando las armas utilizadas por el equipo de Eteon al desactivar temporalmente su código de autorización, y colocando diversas trampas por toda la isla. Jonah repara con éxito el dispositivo e inicia la extracción del virus justo cuando llegan Brixton y su ejército.
En la batalla subsiguiente, los samoanos se enfrentan a los refuerzos de Brixton y los vencen sin apenas sufrir bajas. Brixton recaptura a Hattie con un helicóptero; sin embargo, Hobbs, Deckard y los samoanos derriban la aeronave con varios camiones personalizados.
Trabajando juntos, Hobbs y Deckard alternan sus ataques para derrotar a Brixton, que es eliminado a distancia después por el director invisible de Eteon. El director envía un mensaje afirmando conocer a Hobbs y con la intención de persuadirle a él y a los hermanos Shaw, mientras éstos prometen encontrar al director; el grupo celebra entonces su victoria.
En las escenas poscréditos, Hobbs lleva a su hija a conocer a su extensa familia en Samoa; se da a entender que Deckard y Hattie sacarán a su madre de la cárcel; y Hobbs recibe una llamada de su compañero, Locke, que ha entrado en un laboratorio y ha descubierto un virus más amenazador. Hobbs también pone en secreto a la policía londinense tras Deckard como represalia por la broma de "Mike Oxmaul", en la que Hobbs dijo a la policía que Deckard se llamaba "Hugh Janus".

## Reparto
- Dwayne Johnson como Luke Hobbs, un agente federal que trabaja para el Servicio de Seguridad Diplomática (DSS) y también en desacuerdo con Shaw después de los eventos de Furious 7 y The Fate of the Furious.
- Jason Statham como Deckard Shaw, un exagente de las Fuerzas especiales británicas (SAS) convertido en mercenario que había sido encarcelado por Hobbs después de matar a Han. Después de su derrota en Los Ángeles, Shaw sigue en desacuerdo con él. Se une a Hobbs para perseguir a Lore.
- Idris Elba como Brixton Lore, un exagente del MI6, líder internacional terrorista cibernético de Eteon y un cerebro criminal que está en conflicto con Hobbs y Shaw debido a la creación de un virus mortal que podría acabar con toda la humanidad.
- Vanessa Kirby como Hattie Shaw, una agente de campo del MI6 y la hermana de Owen y Deckard.
- Eiza González como Madame M, una vieja amiga de Deckard.
- Eddie Marsan como el Profesor Andreiko, creador del virus, que ahora intenta destruir.
- Helen Mirren como Magdalene Shaw, la madre de Deckard, Hattie y Owen. Mirren retoma su papel de The Fate of the Furious.

Adicionalmente Cliff Curtis, Roman Reigns, Josh Mauga y John Tui interpretan respectivamente a Jonah, Mateo, Timo y Kal Hobbs, los hermanos de Luke.
- Lori Pelenise Tuisano fue elegida como Sefina, la madre de Luke.
- Lyon Beckwith, Westley LeClay y Pingi Moli interpretan a los primos de Luke.
- Eliana Sua interpreta a la hija de Luke, Samantha Hobbs.
- Ryan Reynolds como el agente de la CIA Victor Locke (cameo).[5]
- Rob Delaney como el agente de la CIA Loeb (cameo).
- Kevin Hart como el mariscal aéreo Dinkler (cameo).

## Doblaje
| Actor                 | Personaje                     | Actor/Actriz de doblaje · México | Actor/Actriz de doblaje · España |
| --------------------- | ----------------------------- | -------------------------------- | -------------------------------- |
| Dwayne Johnson        | Agente Luke Hobbs             | Juan Carlos Tinoco               | Jordi Boixaderas                 |
| Jason Statham         | Deckard Shaw                  | Óscar Flores                     | Juan Antonio Bernal              |
| Idris Elba            | Brixton Lore                  | Dan Osorio                       | Francesc Belda                   |
| Eiza González         | Madame M                      | Alejandra Delint                 | Marina García Guevara            |
| Cliff Curtis          | Jonah Hobbs                   | César Garduza                    | Eduard Doncos                    |
| Ryan Reynolds         | Agente de la CIA Victor Locke | José Antonio Macías              | Xavier Martín Alonso             |
| Ryan Reynolds         | Director de Eteon             | Daniel del Roble                 |                                  |
| Kevin Hart            | Mariscal aéreo Dinkler        | Óscar de la Rosa                 | José Luis Mediavilla             |
| Vanessa Kirby         | Hattie Shaw                   | Gisella Ramírez                  | Isabel Valls                     |
| Eddie Marsan          | Profesor Andreiko             | César Soto                       | Alex Meseguer                    |
| Helen Mirren          | Magdalene Shaw                | Katalina Múzquiz                 | María Luisa Solá                 |
| John Tui              | Kal Hobbs                     | Nicolás Frías                    |                                  |
| Lori Pelenise Tuisano | Sefina Hobbs                  | Cynthia Alfonzo                  | Josefina Rius                    |
| Eliana Su'a           | Samantha Hobbs                | Pamela Mendoza                   | Elena Barra                      |
| Rob Delaney           | Agente de la CIA Loeb         | Mauricio Pérez                   | Toni Mora                        |
| Lucy McCormick        | Camarera                      | Lizette García                   |                                  |
| Joel MacCormack       | Agente de mapeo de la CIA     | Óscar Galván                     |                                  |
| Vineeta Rishi         | Asistente de Eteon            | Sofía Huerta                     |                                  |
| James Dryden          | Oficial de aduana             | Ricardo Bautista                 |                                  |
| David Mumeni          | Técnico informático           | Ricardo Bautista                 |                                  |

## Producción
En noviembre de 2015, Vin Diesel anunció en una entrevista con Variety de que posibles spin-offs para The Fast and the Furious se encontraban en las primeras etapas de desarrollo. Un spin-off de la película centrado en torno a los personajes de Luke Hobbs y Deckard Shaw fue anunciado en octubre de 2017 por Universal Pictures y se estableció una fecha de estreno, el 26 de julio de 2019, con Chris Morgan volviendo a escribir el guion. Variety informó que Shane Black estaba siendo considerado para dirigir la película. El anuncio del spin-off provocó una respuesta en Instagram de Tyrese Gibson, criticando a Johnson por causar que la novena película de Fast & Furious fuera retrasada para otro año. En febrero de 2018, el director de Deadpool 2, David Leitch, entró en negociaciones para dirigir la película. En abril de 2018, Leitch fue confirmado como el director de la película y se añadió a David Scheunemann como diseñador de producción.

### Casting
En julio de 2018, Vanessa Kirby fue elegida para interpretar a una agente del MI6 y a la hermana de Shaw, junto con Idris Elba como el villano principal de la película. En octubre de 2018, Eddie Marsan se unió al elenco de la película, y en noviembre de 2018, también se agregó Eiza González. En enero de 2019, Johnson reveló que su primo y luchador profesional, Joe Anoa'i, aparecería en la película como el hermano de Hobbs. Además, anunció que Cliff Curtis, Josh Mauga y John Tui interpretarían a otros hermanos de Hobbs. También se confirmó que Helen Mirren repitiría su papel de The Fate of the Furious.

### Rodaje
El rodaje comenzó el 10 de septiembre de 2018, en Londres, Inglaterra. Dwayne Johnson se unió a la producción dos semanas más tarde, el 24 de septiembre de 2018, después de terminar de filmar la cinta Jungle Cruise. En octubre de ese año, el rodaje se trasladó a Glasgow, Escocia, para recrear ciertas áreas de Londres. El rodaje también tuvo lugar a finales de 2018 en la Estación de Energía de Eggborough, en el Norte de Yorkshire.

### Postproducción
Los efectos visuales fueron proporcionados por DNEG y Framestore, supervisados por Mike Brazelton y Kyle McCulloch, y producidos por Dan Glass.

### Música
En mayo de 2019, Film Music Reporter anunció que Tyler Bates compondría la música de la película. El primer sencillo de la banda sonora es "Getting Started", escrito por Kyle Williams, también conocido como el productor Willyecho (Songland), e interpretado por el cantautor estadounidense Aloe Blacc y el rapero J.I.D.

### Marketing
El primer póster de la película se lanzó el 31 de enero de 2019. El primer tráiler se lanzó el 1 de febrero de 2019, y se emitió un anuncio de televisión durante el Super Bowl LIII, el 3 de febrero de 2019. Un segundo tráiler fue lanzado el 18 de abril de 2019. El tráiler final fue lanzado el 28 de junio de 2019.

## Estreno
La película tuvo su estreno en el Dolby Theatre de Hollywood, Los Ángeles, California, el 13 de julio de 2019. La película fue estrenada en cines en Estados Unidos el 2 de agosto de 2019, después de ser trasladada desde su fecha anterior del 26 de julio de 2019. La película comenzó su lanzamiento internacional el 31 de julio de 2019 y se estrenó en China el 23 de agosto. El lanzamiento fue realizado en 2D, Dolby Cinema e IMAX. La conversión RealD 3D para la película se planeó originalmente para su lanzamiento, pero luego se canceló.

## Recepción

### Taquilla
Hobbs & Shaw ha recaudado $173.8 millones en los Estados Unidos y Canadá, y $585.1 millones en otros territorios, para un total mundial de $758.9 millones.
En los Estados Unidos y Canadá, se proyectó que la película recaudaría entre 60 y 65 millones de dólares de 4253 cines en su primer fin de semana, mientras que algunos expertos predijeron que podría superar los 70 millones de dólares. La película ganó $ 23.7 millones en su primer día, incluidos $ 5.8 millones de los avances de la noche del jueves, la cantidad más alta tanto para Johnson como para Statham fuera de la serie principal Fast & Furious. Se estrenó a $60 millones durante el fin de semana, terminando primero en la taquilla. Similar a las principales películas de Fast & Furious, Hobbs & Shaw tuvo una audiencia diversa, con una demografía de audiencia del 40 % caucásica, 27 % hispana, 20 % afroamericana y 13 % asiática. La película cayó un 58 % en su segundo fin de semana a $25.3 millones, quedando en el primero, antes de que Good Boys la reemplazara en la tercera semana.
En otros territorios, se proyectó que la película se abriría a alrededor de $125 millones de 54 países, para un debut mundial de $195 millones. La película ganó $24.9 millones de sus primeros dos días de lanzamiento internacional. En su fin de semana de estreno chino, la película ganó $102 millones, el segundo fin de semana de mayor recaudación de 2019 detrás de Avengers: Endgame.

### Crítica
En Rotten Tomatoes, la película tiene una calificación de aprobación del 67 % basada en 319 reseñas, con una calificación promedio de 6.09 / 10. El consenso crítico del sitio web dice: "Hobbs & Shaw no acelera tanto como las mejores entregas de la franquicia, sino que obtiene un kilometraje decente de sus estrellas bien combinadas y secuencias de acción exageradas". Rotten Tomatoes también lo clasificó en el número 8 en su lista de "Las mejores películas de acción de 2019". En Metacritic, la película tiene un puntaje promedio ponderado de 60 de 100, basado en 54 críticos, lo que indica "críticas mixtas o promedio". El público encuestado por CinemaScore le dio a la película una calificación promedio de "A–" en una escala de A + a F, mientras que aquellos en PostTrak le dieron un promedio de cuatro de cinco estrellas.
Al escribir para Variety, Peter Debruge le dio a la película una crítica positiva, con el resumen: "Los favoritos de los fanáticos, Dwayne Johnson y Jason Statham, desatan la fricción entre sus personajes mientras se unen para salvar al mundo en este spin-off gratuito". Eric Kohn de IndieWire le dio a la película una "B–" y declaró: "Elimine la exposición serpenteante y Hobbs & Shaw es una comedia de la vieja escuela que solo cuenta con dos grandes estrellas de acción".
Por el contrario, Richard Roeper, del Chicago Sun-Times, le dio a la película 1.5 de 4 estrellas, escribiendo: "En caso de una emergencia de película mala, rompa el vidrio. Durante el tiempo de ejecución de más de dos horas del dolorosamente largo, extremadamente tedioso, consistentemente poco imaginativo y bastante tonto Hobbs & Shaw, conté unas 13 instancias en las que los humanos y / o vehículos se estrellaron a través de cristales".

## Premios y nominaciones

### People's Choice Awards
| Año  | Categoría                             | Receptor                              | Resultado | Ref    |
| ---- | ------------------------------------- | ------------------------------------- | --------- | ------ |
| 2019 | Mejor película de 2019                | Fast & Furious Presents: Hobbs & Shaw | Nominada  | [ 34 ] |
| 2019 | Mejor película de acción de 2019      | Fast & Furious Presents: Hobbs & Shaw | Nominada  | [ 34 ] |
| 2019 | La estrella de cine masculina de 2019 | Dwayne Johnson                        | Nominado  | [ 34 ] |
| 2019 | La estrella de acción de 2019         | Dwayne Johnson                        | Nominado  | [ 34 ] |

## Demanda
En octubre de 2018, el productor de Fast & Furious, Neal H. Moritz, presentó una demanda contra Universal Pictures por incumplimiento de contrato oral y cometer fraude promisorio, después de que la compañía lo eliminara como productor principal de Hobbs & Shaw. Además, en mayo de 2019, se reveló que Universal había eliminado a Moritz de todas las futuras entregas de Fast & Furious. La demanda se resolvió en septiembre de 2020 a través de un acuerdo entre las partes. Moritz regresaría más tarde a la saga con F9.

## Secuela
En 2020, Johnson confirmó que la película tendría una secuela.